# Сеан, Жан-Анри
Жан-Анри Сеан (фр. Jean-Henry Céant; род. 27 сентября 1956, Порт-о-Пренс, Республика Гаити) — гаитянский политический и государственный деятель, премьер-министр Гаити (7 августа 2018 — 18 марта 2019).

## Биография
Изучал право в Государственном университете Гаити ( Université d’État d’Haiti ) в Порт-о-Пренс, затем продолжил обучение в Папском университете Комильяс в Мадриде. Нотариус.
Был соучредителем небольшой политической партии Renmen Ayiti (Любите Гаити). В первом туре президентских выборов 2010—2011 годов в ноябре 2010 года набрал лишь 3,07% голосов. 
На президентских выборах в Гаити в 2016 году вновь был кандидатом в президенты.
Президент Ж. Моиз предложил ему пост премьер-министра Гаити. 7 августа 2018 года Жан-Анри Сеан занял эту должность. 
18 марта 2019 года правительство Сеана было распущено после того, как избиратели осудили правительство и вынесли ему вотум недоверия.
17 ноября 2022 года был подвергнут санкциям правительства Канады за участие в нарушениях прав человека и поддержке преступных группировок (за его предполагаемую причастность к «грубым и систематическим нарушениям прав человека на Гаити»).